# 小齒湖鯡
小齒湖鯡（学名：Limnothrissa miodon）為輻鰭魚綱鲱形目鲱科的其中一種，分布於非洲坦干伊喀湖流域，棲息深度20-40公尺，體長可達17公分，棲息在沿岸，成群活動，以浮游生物為食，可做為食用魚及餌魚。
其种加词“miodon”意为“小齿的”。